# لام تشي تشونغ
لام تشي تشونغ (بالصينية: 林子聰) (بالإنجليزية: Lam Chi-chung)‏، من مواليد 19 أغسطس 1976، هو ممثل ومخرج صيني من هونغ كونغ.